# Niozelles
Niozelles ist eine französische Gemeinde mit 278 Einwohnern (Stand 1. Januar 2022) im Département Alpes-de-Haute-Provence in der Region Provence-Alpes-Côte d’Azur. Sie gehört zum Arrondissement Forcalquier und zum Kanton Forcalquier.

## Geographie
Die Gemeinde befindet sich rund fünf Kilometer von Forcalquier entfernt im Tal des Beveron, einem Nebenfluss des Lauzon. Sie grenzt im Norden an Pierrerue, im Osten an Lurs und La Brillanne, im Süden an Villeneuve und im Westen an Forcalquier.
476 Hektar der Gemeindegemarkung sind bewaldet.

## Bevölkerung
| 1962 | 1968 | 1975 | 1982 | 1990 | 1999 | 2007 | 2012 |
| ---- | ---- | ---- | ---- | ---- | ---- | ---- | ---- |
| 138  | 125  | 106  | 111  | 170  | 199  | 233  | 272  |

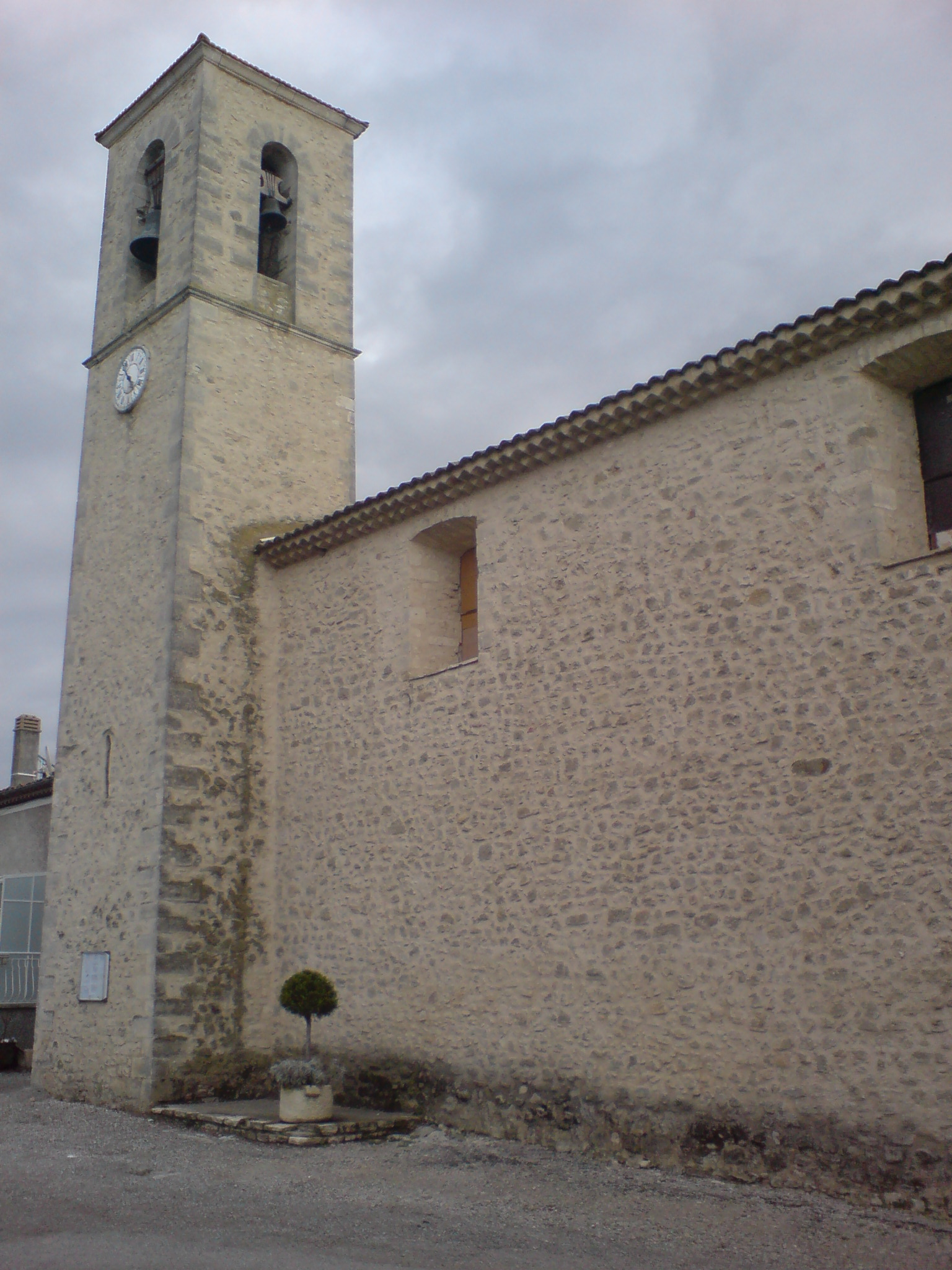
Kirche Saint-Étienne Martyr
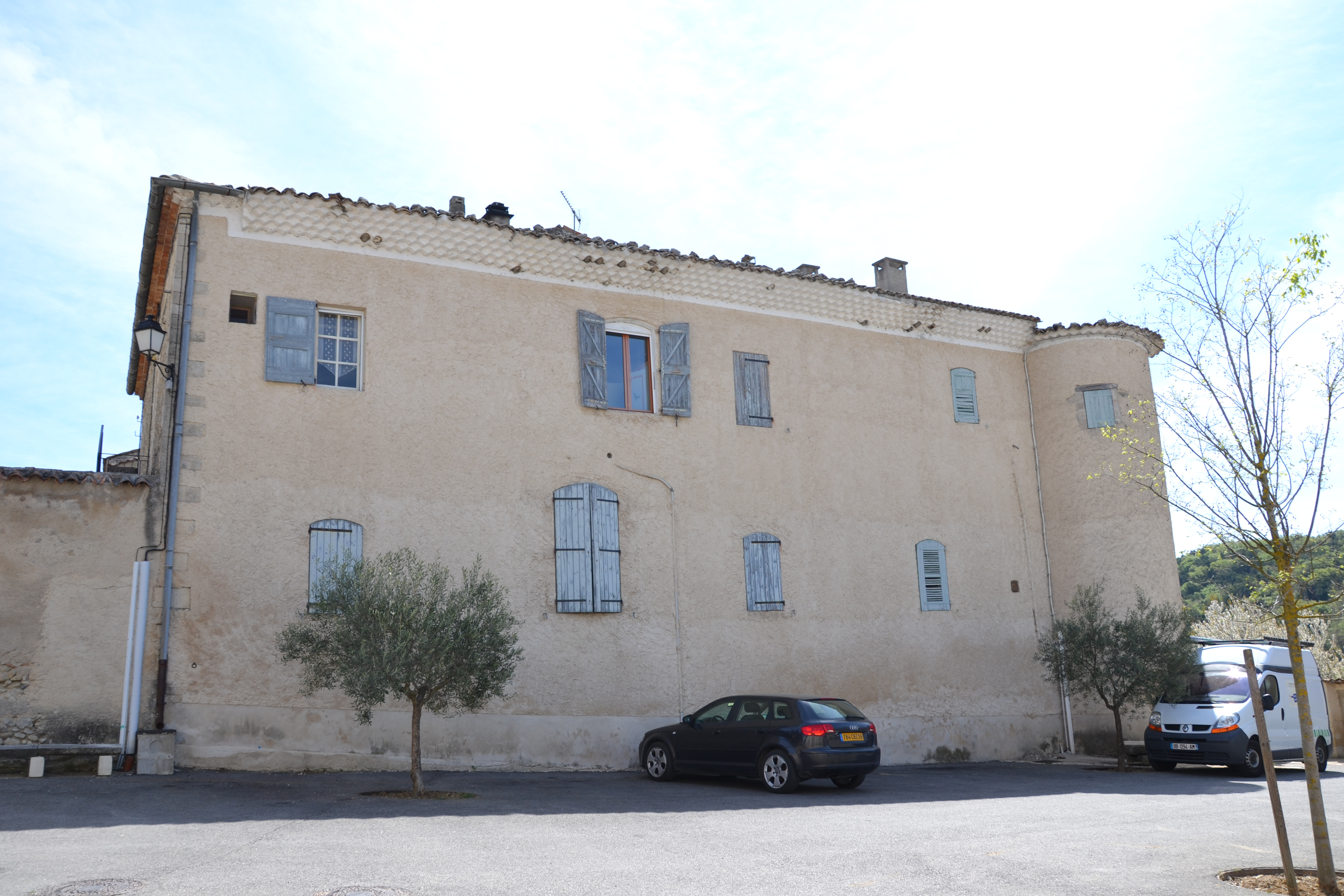
Schloss
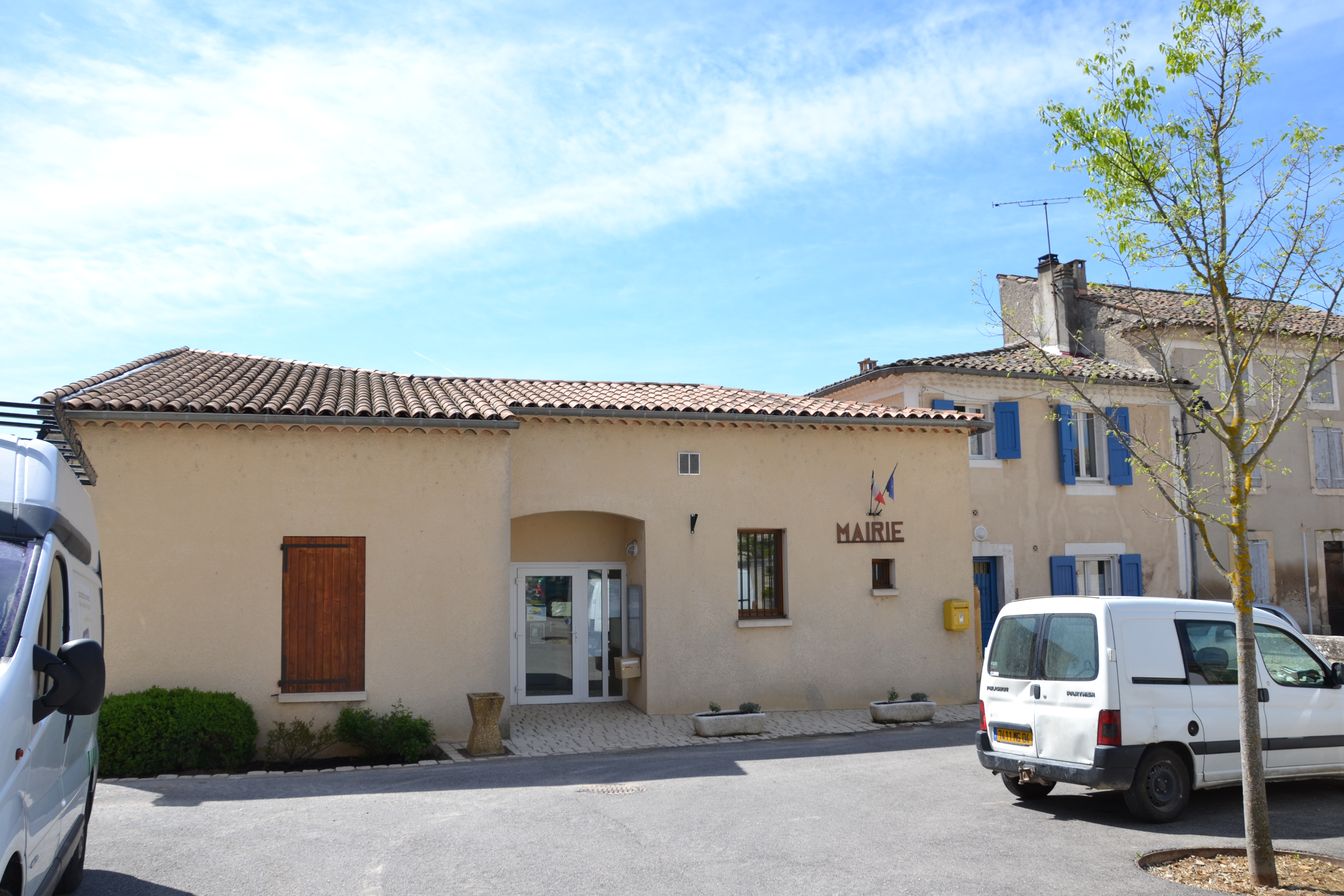
Mairie